# Перша лінія (Метрополітен Інчхона)
Перша лінія (Метрополітен Інчхона) (кор. 인천 도시철도 1호선) — одна з ліній метрополітену в південнокорейському місті Інчхон. Лінія повністю інтегрована в систему Сеульського метро, на лінії якого існують безкоштовні пересадки.

## Історія
Будівництво розпочалося 5 липня 1993 року, початкова ділянка «Бекчхон» — «Донгмак» з 21 станції була відкрита 6 жовтня 1999 року.

### Хронологія подальшого розвитку
- 7 грудня 1999 — розширення лінії на північ на 1 станцію «Гюльхьон».
- 16 травня 2007 — розширення лінії на північ на 1 станцію «Гьоянг».
- 1 червня 2009 — розширення лінії на південний захід на 6 станцій, дільниця «Донгмак» — «Міжнародний діловий район».

## Лінія
Рухомий склад складається з 272 вагонів, лінію обслуговують 34 восьмивагонних потяги що живляться від повітряної контактної мережі. Час в дорозі між кінцевими станціями займає приблизно 54 хвилини.

## Станції
Переважна більшість станцій побудована з береговими платформами. Спочатку станції не були обладнані захисними дверима що відділяють платформу від потяга, але до грудня 2014 року на всіх станціях були встановлені станційні двері, що зробило їх станціями закритого типу.
Станції з півночі на південний захід.
| Перша лінія |                                                       |                  |                                             |                       |             |                                         |                |
| № станції   | Назва українською                                     | Назва корейською | Назва англійською                           | Розташування          | Пересадка   | Тип                                     | Дата відктиття |
| І110        | «Гьоянг»                                              | 계양             | «Gyeyang»                                   | Район Гьоянг, Інчхон  | AREX        | Естакадна з береговими платформами      | 16 травня 2007 |
| І111        | «Гюльхьон»                                            | 귤현             | «Gyulhyeon»                                 | Район Гьоянг, Інчхон  |             | Наземна з береговими платформами        | 7 грудня 1999  |
| І112        | «Бекчхон»                                             | 박촌             | «Bakchon»                                   | Район Гьоянг, Інчхон  |             | Підземна з двома острівним платформами  | 6 жовтня 1999  |
| І113        | «Імхак»                                               | 임학             | «Imhak»                                     | Район Гьоянг, Інчхон  |             | Підземна з береговими платформами       | 6 жовтня 1999  |
| І114        | «Кьосан»                                              | 계산             | «Gyesan»                                    | Район Гьоянг, Інчхон  |             | Підземна з береговими платформами       | 6 жовтня 1999  |
| І115        | «Кьонджінський національний педагогічний університет» | 경인교대입구     | «Gyeongin National University of Education» | Район Гьоянг, Інчхон  |             | Підземна з береговими платформами       | 6 жовтня 1999  |
| І116        | «Чакчон»                                              | 작전             | «Jakjeon»                                   | Район Гьоянг, Інчхон  |             | Підземна з острівною платформою         | 6 жовтня 1999  |
| І117        | «Кальсан»                                             | 갈산             | «Galsan»                                    | Район Бупьонг, Інчхон |             | Підземна з береговими платформами       | 6 жовтня 1999  |
| І118        | «Адміністрація району Бупьонг»                        | 부평구청         | «Bupyeong-gu Office»                        | Район Бупьонг, Інчхон | Сьома лінія | Підземна з береговими платформами       | 6 жовтня 1999  |
| І119        | «Ринок Бупьонг»                                       | 부평시장         | «Bupyeong Market»                           | Район Бупьонг, Інчхон |             | Підземна з береговими платформами       | 6 жовтня 1999  |
| І120        | «Пупхьон»                                             | 부평             | «Bupyeong»                                  | Район Бупьонг, Інчхон | Перша лінія | Підземна з береговими платформами       | 6 жовтня 1999  |
| І121        | «Донгсу»                                              | 동수             | «Dongsu»                                    | Район Бупьонг, Інчхон |             | Підземна з береговими платформами       | 6 жовтня 1999  |
| І122        | «Бупьонг самгорі»                                     | 부평삼거리       | «Bupyeongsamgeori»                          | Район Бупьонг, Інчхон |             | Підземна з береговими платформами       | 6 жовтня 1999  |
| І123        | «Кансогокорі»                                         | 간석오거리       | «Ganseogogeori»                             | Район Намдонг, Інчхон |             | Підземна з береговими платформами       | 6 жовтня 1999  |
| І124        | «Мерія Інчхона»                                       | 인천시청         | «Incheon City Hall»                         | Район Намдонг, Інчхон | Друга лінія | Підземна з береговими платформами       | 6 жовтня 1999  |
| І125        | «Центр мистецтв»                                      | 예술회관         | «Arts Center»                               | Район Намдонг, Інчхон |             | Підземна з береговими платформами       | 6 жовтня 1999  |
| І126        | «Автовокзал Інчхона»                                  | 인천터미널       | «Incheon Bus Terminal »                     | Район Нам, Інчхон     |             | Підземна з береговими платформами       | 6 жовтня 1999  |
| І127        | «Спортивний комплекс Мунхак»                          | 문학경기장       | «Munhak Sports Complex»                     | Район Йонсу, Інчхон   |             | Підземна з береговими платформами       | 6 жовтня 1999  |
| І128        | «Сонхак»                                              | 선학             | «Seonhak»                                   | Район Йонсу, Інчхон   |             | Підземна з береговими платформами       | 6 жовтня 1999  |
| І129        | «Сіньонсу»                                            | 신연수           | «Sinyeonsu»                                 | Район Йонсу, Інчхон   |             | Підземна з острівною платформою         | 6 жовтня 1999  |
| І130        | «Вонінче»                                             | 원인재           | «Woninjae»                                  | Район Йонсу, Інчхон   | Лінія Суїн  | Підземна з береговими платформами       | 6 жовтня 1999  |
| І131        | «Донгчхун»                                            | 동춘             | «Dongchun»                                  | Район Йонсу, Інчхон   |             | Підземна з береговими платформами       | 6 жовтня 1999  |
| І132        | «Донгмак»                                             | 동막             | «Dongmak»                                   | Район Йонсу, Інчхон   |             | Підземна з двома острівними платформами | 6 жовтня 1999  |
| І133        | «Кампус Таун»                                         | 캠퍼스타운       | «Campus Town»                               | Район Йонсу, Інчхон   |             | Підземна з береговими платформами       | 1 червня 2009  |
| І134        | «Технопарк»                                           | 테크노파크       | «Technopark»                                | Район Йонсу, Інчхон   |             | Підземна з береговими платформами       | 1 червня 2009  |
| І135        | «Зона BIT»                                            | 지식정보단지     | «BIT Zone»                                  | Район Йонсу, Інчхон   |             | Підземна з береговими платформами       | 1 червня 2009  |
| І136        | «Національний університет Інчхона»                    | 인천대입구       | «Incheon National University»               | Район Йонсу, Інчхон   |             | Підземна з береговими платформами       | 1 червня 2009  |
| І137        | «Центральний парк»                                    | 센트럴파크       | «Central Park»                              | Район Йонсу, Інчхон   |             | Підземна з береговими платформами       | 1 червня 2009  |
| І138        | «Міжнародний діловий район»                           | 국제업무지구     | «International Business District»           | Район Йонсу, Інчхон   |             | Підземна з двома острівними платформами | 1 червня 2009  |

## Галерея

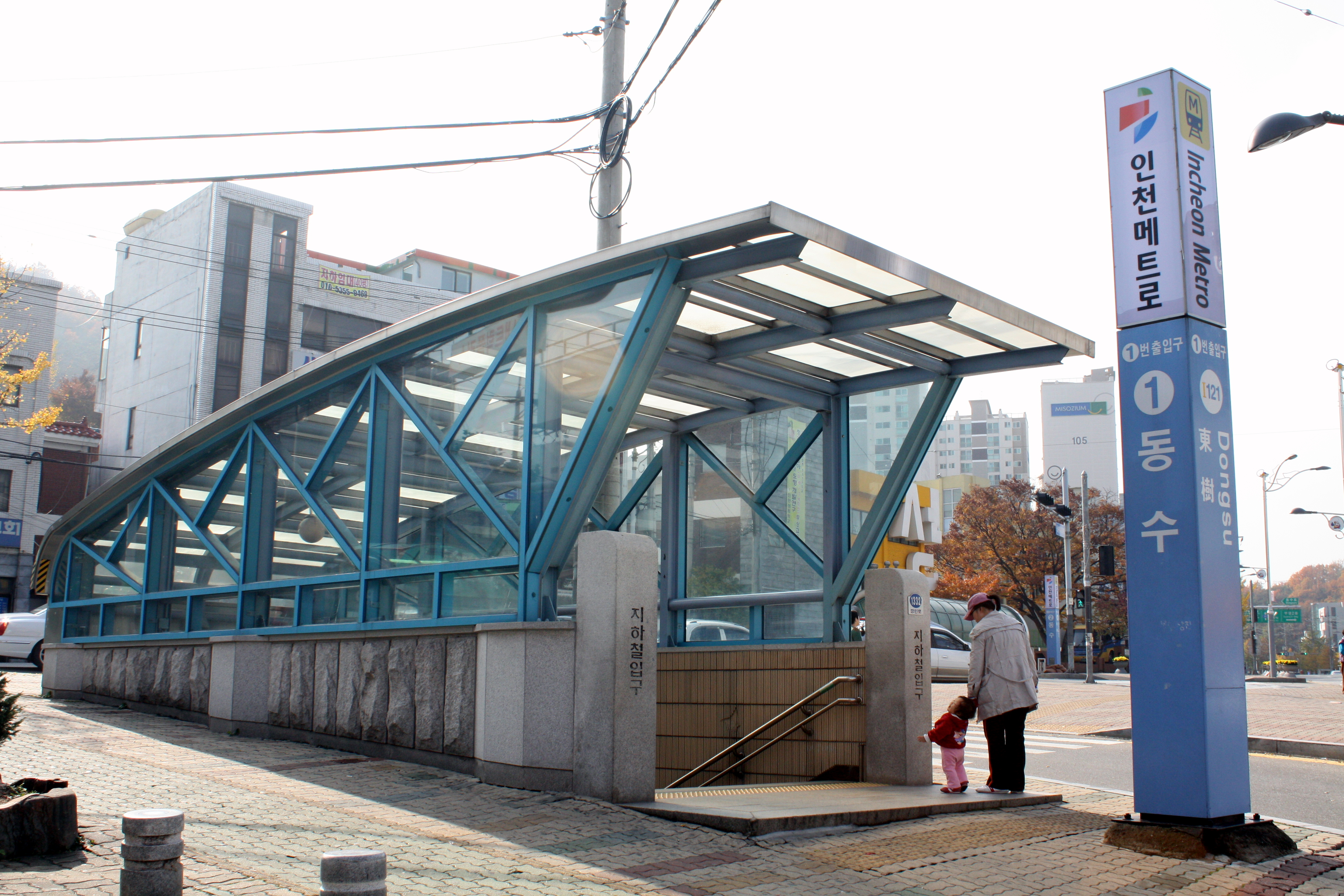
Один з виходів зі станції «Донгсу»
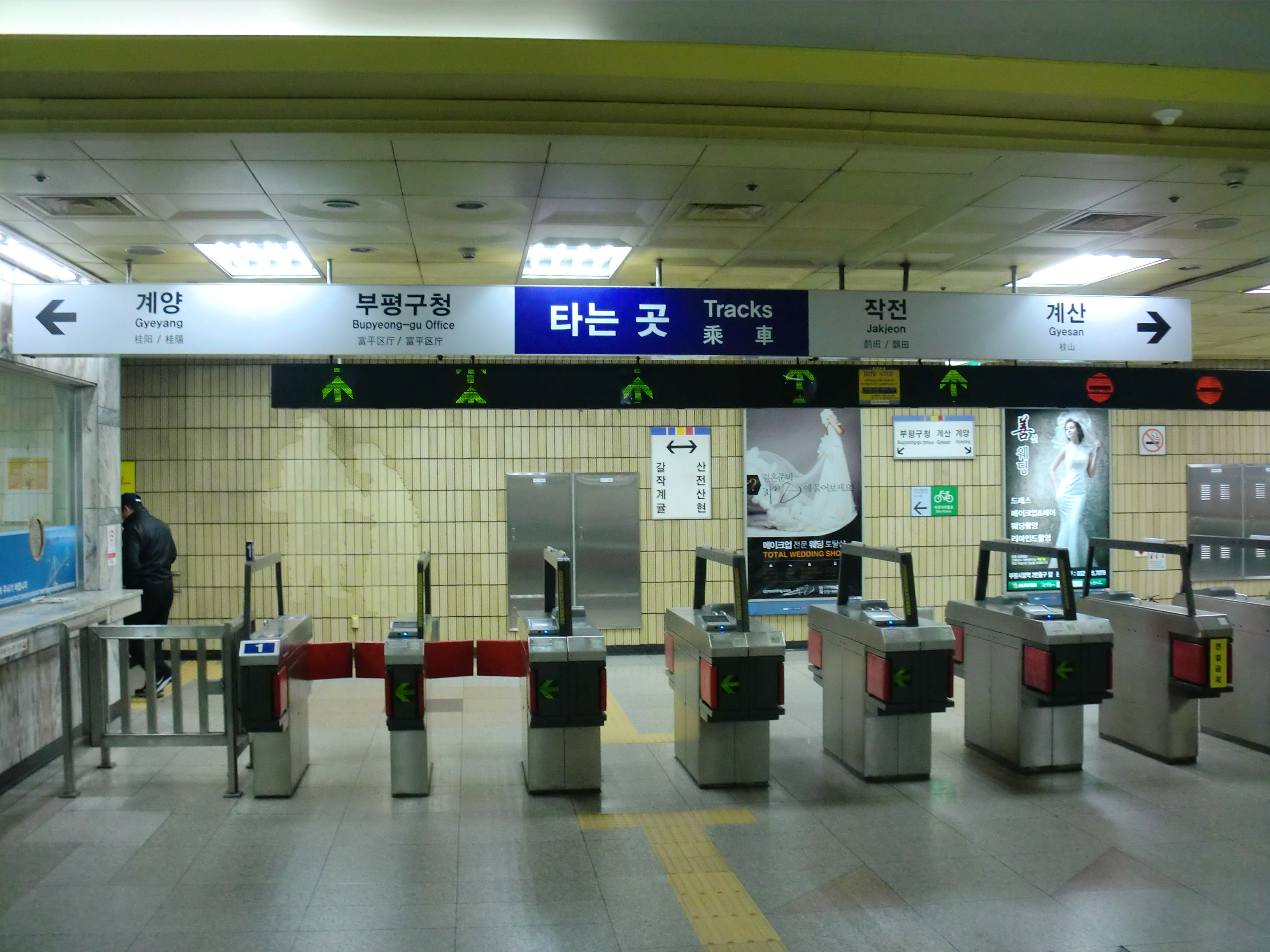
Турнікети на станції «Ринок Бупьонг»
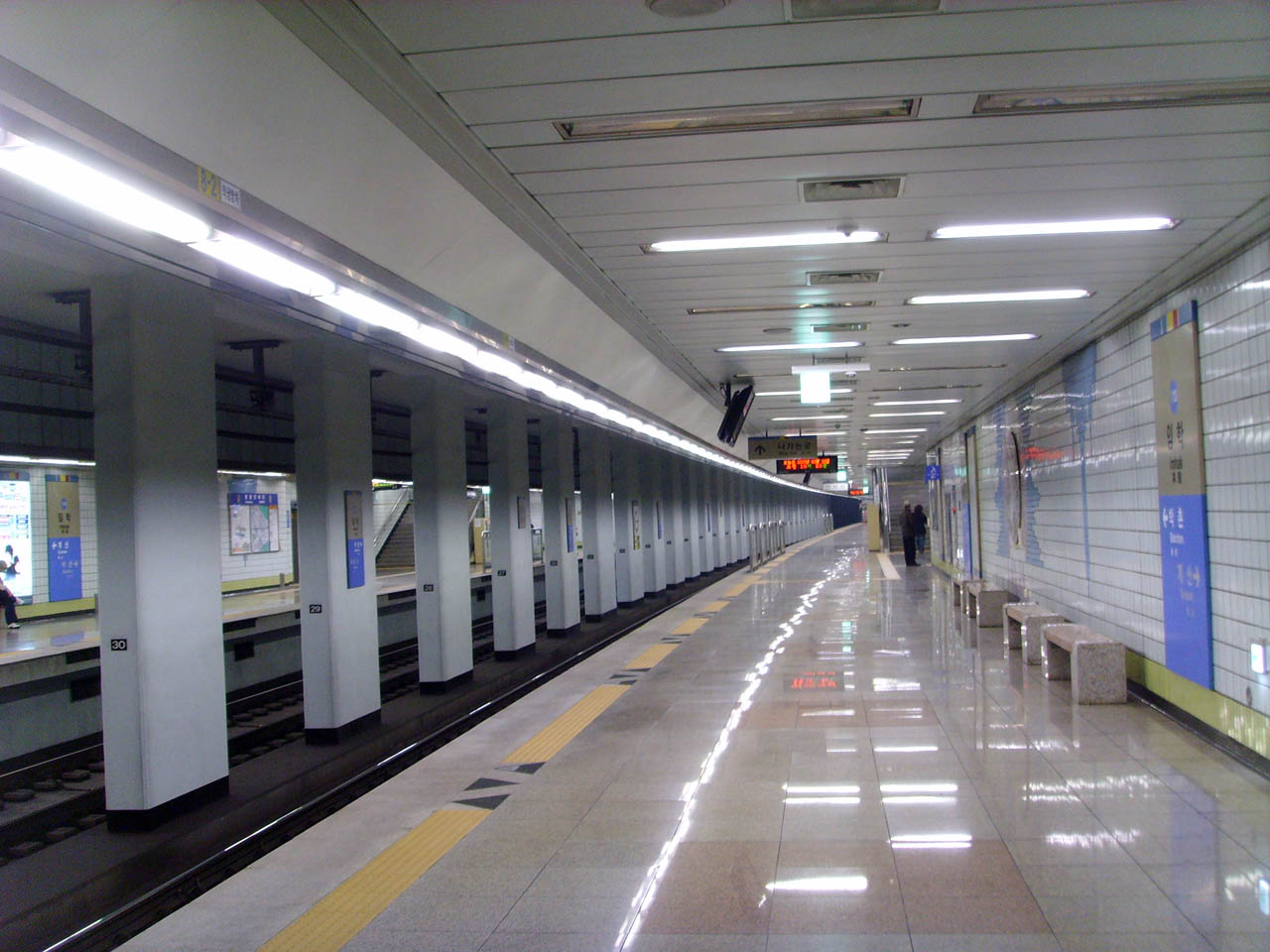
Платформа станції «Імхак» до становлення станційних дверей
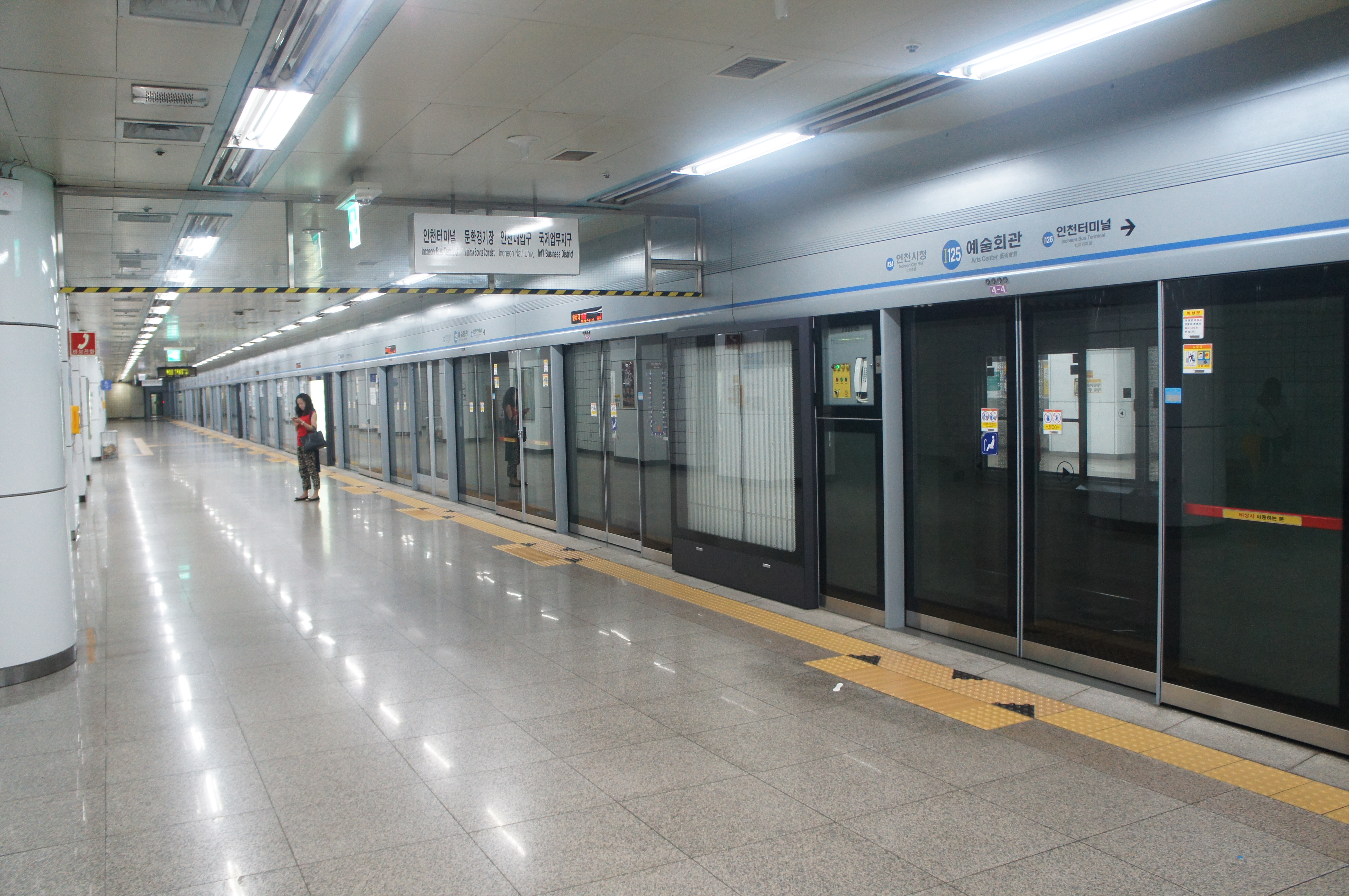
Платформа станції «Центр мистецтв» зі встановленими після реконструкції станційними дверима